# Valàuria (Cuneo)
Valàuria (italià Valloriate, piemontès Valàuria) és un municipi italià, situat a la regió del Piemont. L'any 2007 tenia 143 habitants. Està situat a la Val d'Estura, dins de les Valls Occitanes. Limita amb els municipis de Demont, Gaiòla, Moiòla, Montrós i Ritana

## Administració
| Període | Identitat        | Partit        |
| ------- | ---------------- | ------------- |
| 2004-   | Mario Berardengo | Llista Cívica |